# Camille Lopez
Camille Lopez (Maule-Lextarre, 3 d'abril de 1989) és un jugador de rugbi a 15 francès que juga al lloc de mig de melé amb la USAP (1,75 m per a 77 kg).
Va ser triat dues vegades amb els Barbarians francesos, durant dues proves contra Japó el 2012. Revelació del Top 14, va ser seleccionat per a la seva primera vegada amb la selecció de França per a la gira d'estiu 2013 a l'hemisferi sud.

## Carrera
- 2008-2009: SA Mauléon (Fédérale 1)
- 2009-2013 : Union Bordeaux Bègles (Pro D2) i (Top 14)
- 2013- : USAP (Top 14)